# Goudelin
Goudelin (tiếng Breton: Goudelin) là một xã của tỉnh Côtes-d'Armor, thuộc vùng Bretagne, tây bắc Pháp.

## Dân số
Người dân ở Goudelin được gọi là Goudelinais.